# 挪威国家石油
挪威国家石油（Statoil）是挪威的国家石油公司，在不同时期有过三个名称：
1. 挪威国家石油 (1972-2007)，1972-2007
2. 挪威国家石油海德罗，2007-2009
3. 挪威国家石油公司，2009-